# Adílio
Adílio de Oliveira Gonçalves (* 15. Mai 1956 in Rio de Janeiro; † 5. August 2024, bekannt als Adílio) war ein brasilianischer Fußballspieler.

## Karriere
Von 1975 bis 1987 bestritt er als Mittelfeldspieler insgesamt 611 Spiele für den CR Flamengo, womit er der Spieler mit den drittmeisten Spielen für den Verein ist. Beim 3:0-Sieg im Weltpokalfinale von 1981 in Tokio gegen den FC Liverpool erzielte er einen Treffer für die Mannschaft um Zico.
Im März 1982 wurde er zu seinem einzigen Einsatz in einem Länderspiel für die brasilianische Nationalmannschaft berufen. Beim 1:0-Sieg über Deutschland im Maracanã-Stadion von Rio gab er dabei seinem Flamengo-Mannschaftskollegen Júnior die Vorlage zum einzigen Tor des Spiels.

## Erfolge
Flamengo
- Campeonato Brasileiro de Futebol: 1980, 1982, 1983
- Staatsmeisterschaft von Rio de Janeiro: 1978, 1979, 1981, 1986
  - Taça Guanabara: 1978, 1979, 1980, 1981, 1982, 1984
  - Taça Rio: 1978, 1983, 1985, 1986
- Trofeo Ciudad de Palma: 1978
- Trofeo Ramón de Carranza: 1979, 1980

- Copa Libertadores: 1981
- Weltpokal: 1981

Barcelona
- Serie A (Ecuador): 1989

Friburguense
- Staatsmeisterschaft von Rio de Janeiro – Série B: 1994

Futsal-Nationalmannschaft
- Futsal-Weltmeisterschaft: 1989